# De medicina (Celsus)

De medicina – Ausgabe von 1528, herausgegeben von Aldus Manutius

De medicina oder De re medica ist der einzige erhaltene Teil der großen Enzyklopädie des Aulus Cornelius Celsus in lateinischer Sprache. Er stellt darin umfassend das medizinische Wissen seiner Zeit dar.
Wahrscheinlich wurde der Text der „Acht Bücher über die Medizin“ zwischen 25 und 35 n. Chr. verfasst.

## Stellung im Gesamtwerk und Quellen
De medicina („Über die Medizin“, „Über die Arzneiwissenschaft“) ist Teil eines umfangreichen enzyklopädischen Werkes. Einige Bücher sind durch Zitate späterer Schriftsteller belegt. So gibt es zahlreiche Zitierungen zu Fragen der Landwirtschaft in Columellas De re rustica. Die Disziplinen Landwirtschaft, Medizin, Rhetorik und Kriegswesen scheinen relativ gesichert. Möglicherweise ging die Enzyklopädie aber wesentlich darüber hinaus.
Vorzüglich stützt sich Celsus als römischer „Kompilator der griechischen Heilkunde“ auf Hippokrates. Schon im Prooemium schreibt er “[…] Hippocrates Cous, primus ex omnibus memoria dignus, a studio sapientiae disciplinam hanc separavit […]” Über 100 Parallelstellen zwischen den Werken des Hippokrates und Celsus sind gefunden und ausgewertet worden.
Er zitiert zahlreiche griechische Ärzte, auch einige, die in Rom arbeiteten. Am häufigsten wird Asklepiades von Bithynien genannt. Cassius, ein mit Celsus zeitgenössischer Arzt in Rom, der lateinisch schrieb, gehört auch zu seinen Quellen.
Aber auch das Wissen des römischen Bauernvolkes fand Eingang in sein Werk. So wird etwa im Buch IV, 7 das Essen von Schwalbenküken als vulgo audio, das heißt „vom Volksmund gehört“, empfohlen.

## Inhalt
De medicina gliedert sich in ein Prooemium und acht Bücher.

### Prooemium
Celsus stellt im Prooemium, der berühmt gewordenen geschichtlichen Einleitung zu De medicina, die Geschichte der Heilkunst und die Strömungen der medizinischen Kenntnisse seiner Zeit dar. Ausgehend von den frühen Menschen, die Äskulap verehren, trennt Hippokrates die Heilkunst von der Philosophie. Seine Schüler gliedern die Medizin in drei Gebiete: διαιτητικήν, deutsch ‚Diätetik‘, lateinisch victus, φαρμακευτικήν ‚Pharmazeutik‘, Χειρουργίαν ‚Chirurgie‘ (Absatz 9).
Die Heilkunst zerfiel sodann in eine theoretische und eine praktische Ausrichtung (Empiriker) (Absatz 12). Die Theoretiker entwickelten Vorstellungen vom Entstehen der Erkrankungen und vom Aufbau des menschlichen Körpers. Herophilos und Erasistratos gingen so weit, Menschen, die zum Tode verurteilt waren, lebend zu sezieren (Abschnitt 24–26). Empiriker wie Herakleides von Tarent meinen, dass der erfahrene Arzt beim Heilen hinreichend Kenntnisse erwirbt (Absatz 27–47). Wichtig ist dabei, die Konstitution und die Lebensumstände des Kranken genau zu kennen.
Allerdings führen gleiche Umstände nicht zu gleichen Erkrankungen. Asklepiades von Bithynien und Themison von Laodikeia haben daher eine neue Lehre entwickelt. Themison geht davon aus, dass die Krankheiten gemeinsame Züge haben. Diese müssen behandelt werden, nach einer Methode (μέθοδον) (Absatz 57).
Celsus wägt die Strömungen gegeneinander ab und kommt zu dem Ergebnis: „Ich halte dafür, dass die Medizin eine theoretische Grundlage haben, sich aber von den offenbaren Ursachen leiten lassen sollte, indem der Fachmann die verborgenen Ursachen zwar nicht aus seinen Überlegungen, aber jedenfalls aus der Kunst verbannt.“

### Buch I – Diätetik
Buch I behandelt die Lebensweise, die der Erhaltung der Gesundheit dient. Generelle Regel ist die Mäßigung: Concubitus ja, aber weder zu viel noch zu wenig, nur wenn er nicht ermüdet, nicht direkt vor der Mahlzeit etc. Ähnlich betulich wird die körperliche Übung, das Bad, Nahrungsaufnahme mit Regeln versehen. Celsus beschreibt dann verschiedene Praktiken bei gestörter Verdauung, so das herbeigeführte Brechen, Benutzung von Abführmitteln. Aber auch hier wird auf eine gesunde Lebensweise verwiesen.
In Abschnitt 4 bis 10 werden Behandlungen für verschiedene Körperschwächen, wie Kopfschmerzen, Durchfall, Magenschwäche, Gicht beschrieben. Dabei wird Genesung durch die Lebensweise erstrebt: Spaziergänge, trinken durch einen Strohhalm, Wärme, Vermeidung des Geschlechtsverkehrs (Sub divo quies optima est. Venus semper inimica est).

### Buch II – Allgemeine Aetiologie, allgemeine Therapeutik
Celsus stellt in Abschnitt 2 bis 5 allgemeine Krankheitszeichen, wie plötzliche Gewichtsabnahme, Fieber, Blähungen, plötzliche Schlafanfälle, Schweißausbrüche, Urinsediment dar. Im Abschnitt 6 werden Anzeichen des baldigen Todes angeschlossen. Abschnitt 7 und 8 behandelt die Symptome spezieller Krankheiten mit guter und schlechter Prognose, eine endlose Aufzählung von Symptomen und Krankheiten, die nur schwer einzuordnen sind. In Abschnitt 9 bis 18 werden Behandlungsmethoden vorgestellt: Der Aderlass (sanguinem incisa vena mitti) sogar bei Kindern und schwangeren Frauen, Schröpfen, verschiedene pflanzliche und tierische Stoffe, Einlauf, Abreibungen, Bewegen/Schaukeln/Reisen (gestatio), Fasten, Schwitzen, besondere Speisen und Getränke. Diese werden in Abschnitt 18 bis 33 in großer Vielfalt aufgezählt. Hauptunterschiedsmerkmal ist der Nährwert (valentissimus, imbecillissimus). Vierbeinige Haustiere haben großen, krautige Gemüse geringen Nährwert, fettes Fleisch größeren als mageres. Für einen schwachen Patienten wird aber leichtes, wenig nahrhaftes Essen empfohlen. Weiter wird die Auswirkung von Nahrungsmitteln auf körperliche Funktionen beschrieben, wie zum Beispiel guten Schlaf oder starke Urinproduktion.

### Buch III – Allgemeine Pathologie und Therapie
Celsus erläutert zunächst den Unterschied zwischen akuter und chronischer Erkrankung. Dann führt er Krankheiten und deren Behandlung auf. Eingegangen wird auf Fieber mit seinen unterschiedlichen Arten (eintägig, dreitägig, viertägig), Formen des Wahnsinns (Phrenitis, Melancholie, unüberwindliche Schlafsucht, Betäubung), Neuralgien, Wassersucht, Auszehrung (Kachexie, Lungenschwindsucht), Epilepsie, Gelbsucht, Lepra. Die Behandlungen sind weitgehend den in Buch vorgestellten Methoden entnommen.

### Buch IV – Spezielle Pathologie und Therapie
In Buch IV werden die Beschwerden der Körperteile von Kopf bis Fuß beschrieben. Celsus beginnt mit dem Kopf: Migräne, Neuralgien, hydrokephalische Kopfschmerzen. Es folgen die Atmungsorgane: Schnupfen, Angina, Croup, Dyspnoe, Asthma, Hüsteln. Die Bauchregion schließt sich an: Entzündung der Leber (Leberzirrhose mit Aszites und Hydrops), Milzleiden, Nierenleiden, Magen- und Darmleiden (akute Gastritis, Magengeschwür), Cholera nostras, Ruhr. Im letzten Teil werden Ischias, rheumatische Gelenkschmerzen und Gicht dargestellt.

### Buch V – Pharmakologie, Wunden
Im Prooemium wägt Celsus den Nutzen der Diät (lateinisch victus; altgriechisch δίαιτα bedeutet umfassend Ernährung, Behandlungen wie Massieren oder Baden, Lebensführung) gegen den Nutzen der Medikamente ab. Medikamente werden von den Empirikern empfohlen. Asklepiades lehnt sie ab, auch mit der Begründung, dass sie den Magen schädigen. Beide Methoden haben ihre Berechtigung.
Am Abschnitt 1 bis 16 werden Beschwerden und die Mittel, die dagegen angewendet werden, beschrieben – hauptsächlich pflanzliche und mineralische Stoffe, z. B. Myrrhe zum Adstringieren von Wunden. In Abschnitt 17–25 wird dann die Herstellung von malagmata vero atque emplastra pastillique ‚weiche Mischungen, Pflaster, Pillen‘ gegen spezielle Leiden beschrieben.
In Abschnitt 26 bis 28 beschreibt Celsus äußere Verletzungen des Körpers durch Waffen und Tierbisse sowie Verletzungen, die von innen heraus entstehen: cancer, carbunculus, ulcus, sowie deren Behandlung.

### Buch VI – Pathologie und Therapie von Kopf bis Fuß
Im Buch VI werden Krankheiten behandelt, die spezielle Körperteile befallen, vom Kopf (Abschnitt 1–5) über Augen (Abschnitt 6), Zähne (Abschnitt 9), die partes obscenas (Abschnitt 18) bis zu den Gliedmaßen.

### Buch VII – Chirurgie
Die Darstellung der Chirurgie wird als Glanzpunkt des Werkes des Celsus bezeichnet.
Im Prooemium zählt Celsus eine Reihe griechischer Ärzte auf, die er heranzieht. Insbesondere rühmt er wieder Hippokrates. Dann gibt er eine wunderbare Schilderung des Chirurgen: „[…] Eine gelenke, feste Hand, die nie zittert; mit der Linken so gewandt wie mit der Rechten. Die Augen scharf und hell; im Gemüt unerschütterlich; gerade so viel Mitgefühl, daß er den, der zu ihm kommt, geheilt wissen will, dagegen sich nicht von seinem Geschrei drängen läßt […]“
In den folgenden 33 Abschnitten werden von Kopf bis Fuß die verschiedensten Beschwerden behandelt, die ein chirurgisches Eingreifen erfordern. Verletzungen des Dünndarms werden in Celsus’ Werk als unheilbar bezeichnet, während bei Dickdarmwunden die Naht des Darms empfohlen wird. Eindrucksvoll ist Abschnitt 7, in dem detailliert Operationen am Augenlid und am Auge geschildert werden. Ebenfalls von Interesse ist die Beschreibung der operativen Entfernung von Blasensteinen in Abschnitt 26–28 und die Entfernung eines abgestorbenen Embryos durch die Vagina. Eher erheiternd ist die Bemerkung in Abschnitt 8, dass die Behandlung von Verletzungen der Ohren, Nasen und Lippen häufig durch das Tragen schwerer Ringe nötig werde.
Celsus empfahl den Ärzten, keine Hand an den legen, den man nicht retten kann, damit der betreffende Arzt nicht für dessen Mörder gehalten wird.

### Buch VIII – Osteologie
In Buch VIII nimmt die Lehre von den Frakturen und Luxationen der Knochen einen breiten Raum ein. Bei Knochennekrosen wird der Knochen freigelegt und die erkrankte Stelle kauterisiert oder entfernt. Celsus beschreibt die Trepanation des Schädels, Frakturen der Nase, der Ohrmuscheln, des Unterkiefers, des Schlüsselbeins, der Rippen, der Wirbelsäule, die Brüche der Extremitätenknochen.

## Überlieferung
Die überlieferten Handschriften gehen alle auf denselben Archetypus zurück, da sie alle dieselbe große Lücke im Buch IV aufweisen. Hauptcodices sind Cod. Vatican. 5951 (10. Jahrhundert); Laurent. 73, 1 (11. Jahrhundert); Parisin. 7028 (11. Jahrhundert). Zahlreiche weitere Handschriften existieren.
Im späten Altertum und im ganzen Mittelalter war Celsus wenig bekannt. Plinius der Ältere erwähnt ihn dreimal. Erst im 8. Jahrhundert finden wir ihn wieder als Landwirtschaftsschriftsteller bei Isidor von Sevilla. In der Renaissance wurde De medicina von Guarino da Verona 1426 wiederentdeckt. 1478 wurde die Schrift in Florenz das erste Mal gedruckt. Zahlreiche weitere Drucke folgten. Schon 1531 erstellte J. Khüffner die erste Übersetzung ins Deutsche.
Im 19. Jahrhundert erschienen mehrere Übersetzungen ins Deutsche (1840, Bernhard Ritter), Englische, Französische und Italienische.

## Textausgaben und Übersetzungen
- Aulus Cornelius Celsus: De medicina/Die medizinische Wissenschaft. Eingeleitet, übersetzt und kommentiert von Thomas Lederer. 3 Bände. Wissenschaftliche Buchgesellschaft, Darmstadt 2016.
- Celsus: De medicina. With an English Translation by W. G. Spencer. London 1960.
- Walter Müri: Der Arzt im Altertum. Düsseldorf/Zürich 2001.
- Jutta Kollesch, Diethard Nickel: Antike Heilkunst – Ausgewählte Texte. Reclam, Stuttgart 1994, ISBN 978-3-15-009305-4. Teilübersetzungen: Aulus Cornelius Celsus, Die Medizin. Buch I (aus dem Vorwort), Buch VII (Kapitel 26,3 C, und Kapitel 12,1).
- Aulus Cornelius Celsus: Über die Arzneiwissenschaft in acht Büchern. Übersetzt und erklärt von Eduard Scheller. 2. Auflage, herausgegeben von Walther Frieboes. Braunschweig 1906 (Nachdruck: WBG, Darmstadt 1967).
- Friedrich Marx (Hrsg.): Corpus Medicorum Latinorum. Band 1: A. Cornelii Celsi quae supersunt. Teubner, Leipzig/Berlin 1915.